# Торн, Эрнест
Эрнест Артур Торн (англ. Ernest Arthur Thorn; 7 июня 1887 — 18 ноября 1968) — британский полицейский (офицер полиции Лондона) и перетягиватель каната, чемпион летних Олимпийских игр 1920 года в составе сборной Великобритании.